# Dangam (distrikt)
Dangam är ett distrikt i Afghanistan. Det ligger i provinsen Kunar, i den östra delen av landet, 210 kilometer öster om huvudstaden Kabul. Administrativ huvudort är Dangam.
Distriktet beräknades år 2022 ha cirka 20 000 invånare.